# Chad Billins
Chad Billins (né le 26 mai 1989 à Marysville dans l'État du Michigan aux États-Unis) est un joueur professionnel américain de hockey sur glace. Il évolue au poste de défenseur.

## Biographie
Joueur universitaire avec les Bulldogs de Ferris State, il fait ses débuts professionnels en 2012 avec les Griffins de Grand Rapids de la LAH. Il aide les Griffins à remporter la Coupe Calder durant cette saison. L'année suivante, il obtient un contrat dans la LNH avec les Flames de Calgary, mais il se retrouve à jouer la majorité de la saison dans la LAH avec l'équipe affiliée, le Heat d'Abbotsford. Il joue tout de même 10 matchs dans la LNH avec les Flames.
Il passe par la suite deux saisons en Europe, soit avec le HK CSKA Moscou dans la KHL, puis les équipes suédoises du Luleå HF et du Linköpings HC. Durant l'été 2016, il signe avec les Canucks de Vancouver, mais il passe toute la saison dans la LAH avec les Comets d'Utica. Il retourne ensuite en Suède avec Linköpings. 
Il prend part avec l'équipe des États-Unis aux Jeux olympiques d'hiver de 2018 se tenant à Pyeongchang en Corée du Sud.

## Statistiques

### En club
| Saison     | Équipe                     | Ligue      |    | Saison régulière | Saison régulière | Saison régulière | Saison régulière | Saison régulière |   | Séries éliminatoires | Séries éliminatoires | Séries éliminatoires | Séries éliminatoires | Séries éliminatoires |
| Saison     | Équipe                     | Ligue      | PJ | B                | A                | Pts              | Pun              | PJ               | B | A                    | Pts                  | Pun                  |                      |                      |
| 2005-2006  | IceDiggers d'Alpena        | NAHL       | 1  | 0                | 0                | 0                | 0                | -                | - | -                    | -                    | -                    |                      |                      |
| 2006-2007  | IceDiggers d'Alpena        | NAHL       | 61 | 7                | 18               | 25               | 98               | 3                | 0 | 0                    | 0                    | 0                    |                      |                      |
| 2007-2008  | Black Hawks de Waterloo    | USHL       | 60 | 10               | 26               | 36               | 81               | 11               | 5 | 4                    | 9                    | 0                    |                      |                      |
| 2008-2009  | Université de Ferris State | CCHA       | 27 | 2                | 9                | 11               | 38               | -                | - | -                    | -                    | -                    |                      |                      |
| 2009-2010  | Université de Ferris State | CCHA       | 40 | 3                | 8                | 11               | 26               | -                | - | -                    | -                    | -                    |                      |                      |
| 2010-2011  | Université de Ferris State | CCHA       | 39 | 5                | 11               | 16               | 20               | -                | - | -                    | -                    | -                    |                      |                      |
| 2011-2012  | Université de Ferris State | CCHA       | 43 | 7                | 22               | 29               | 24               | -                | - | -                    | -                    | -                    |                      |                      |
| 2012-2013  | Griffins de Grand Rapids   | LAH        | 76 | 10               | 27               | 37               | 40               | 24               | 2 | 12                   | 14                   | 12                   |                      |                      |
| 2013-2014  | Heat d'Abbotsford          | LAH        | 65 | 10               | 32               | 42               | 40               | 4                | 0 | 2                    | 2                    | 2                    |                      |                      |
| 2013-2014  | Flames de Calgary          | LNH        | 10 | 0                | 3                | 3                | 0                | -                | - | -                    | -                    | -                    |                      |                      |
| 2014-2015  | HK CSKA Moscou             | KHL        | 21 | 2                | 4                | 6                | 8                | -                | - | -                    | -                    | -                    |                      |                      |
| 2014-2015  | Luleå HF                   | SHL        | 23 | 1                | 5                | 6                | 4                | 7                | 1 | 1                    | 2                    | 2                    |                      |                      |
| 2015-2016  | Linköpings HC              | SHL        | 50 | 7                | 24               | 31               | 14               | 6                | 2 | 2                    | 4                    | 4                    |                      |                      |
| 2016-2017  | Comets d'Utica             | LAH        | 72 | 3                | 17               | 20               | 16               | -                | - | -                    | -                    | -                    |                      |                      |
| 2017-2018  | Linköpings HC              | SHL        | 50 | 4                | 19               | 23               | 20               | 7                | 3 | 4                    | 7                    | 0                    |                      |                      |
| 2018-2019  | Linköpings HC              | SHL        | 52 | 3                | 18               | 21               | 18               | -                | - | -                    | -                    | -                    |                      |                      |
| 2019-2020  | Adler Mannheim             | DEL        | 36 | 2                | 8                | 10               | 16               | -                | - | -                    | -                    | -                    |                      |                      |
| 2020-2021  | Brynäs IF                  | SHL        | 26 | 2                | 8                | 10               | 12               | 5                | 1 | 1                    | 2                    | 0                    |                      |                      |
| Totaux LNH | Totaux LNH                 | Totaux LNH | 10 | 0                | 3                | 3                | 0                | -                | - | -                    | -                    | -                    |                      |                      |

### En équipe nationale
| Année | Équipe     | Compétition     |   | PJ | B | A | Pts | Pun      |  | Résultat |
| 2018  | États-Unis | Jeux olympiques | 5 | 0  | 0 | 0 | 0   | 7e place |  |          |

## Trophées et honneurs personnels
- 2011-2012 :
  - nommé dans la première équipe d'étoiles de la CCHA.
  - nommé dans la deuxième équipe d'étoiles de la région Ouest de la NCAA.
- 2012-2013 :
  - participe au Match des étoiles de la LAH.
  - champion de la Coupe Calder avec les Griffins de Grand Rapids.
- 2013-2014 : participe au Match des étoiles de la LAH.